# Eduardo Sepulveda Puerto
Eduardo Sepulveda Puerto, né le 23 août 1973, est un escrimeur espagnol ayant pour arme l'épée.

## Carrière
Il remporte lors des Championnats du monde d'escrime 2006 la médaille d'argent par équipes, en compagnie de Juan Castañeda Cortes, José Luis Abajo et Ignacio Canto.